# Arturo Scarone
Arturo Scarone (Montevideo, 24 de enero de 1885 - 1958) fue un investigador, periodista y escritor uruguayo. 

## Biografía
Hijo de Agustín Scarone y de María Boagno. Comenzó sus estudios en Montevideo, en una escuela pública, continuándolos en el Collège Carnot y posteriormente en la Universidad.
En el año 1900, se convirtió en miembro de la Biblioteca Nacional de Uruguay; en 1910 fue nombrado Bibliotecario Auxiliar Primero, y en 1920, Director Adjunto.
Poco antes había comenzado su carrera como escritor; fue miembro del personal del diario La Razón de donde fue editor. En 1919, obtuvo el primer premio en un concurso de monografías iniciadas por la Federación Rural, cuyo objetivo era el de despertar el interés en la erección de un monumento al gaucho. También ha colaborado en otras revistas, tanto de Uruguay como de Argentina.
Entre las obras publicadas están La Biblioteca Nacional de Montevideo, una reseña histórica preparada con motivo del primer centenario de su fundación, y publicada por la misma Biblioteca, entre muchas otras. 
Otra de sus obras destacadas es el Diccionario de Seudónimos donde tras una exhaustiva recopilación de periódicos de la época descubre autores que publicaban sus obras bajo otros nombres, lo cual resulta muy valioso para el estudio de los mismos.
Una calle en Montevideo, lo recuerda y homenajea.

## Obras
- El collar maldito (cuento, 1912)
- La Biblioteca Nacional de Montevideo (1916)
- El Dr. José Manuel Pérez Castellano, su vida, su obra, su testamento (1916)
- Dámaso Antonio Larrañaga y la fundación de la Biblioteca Nacional (1916)
- Estudio sobre los insectos que invaden las bibliotecas, museos y archivos (1917)
- El libro y sus enemigos (1917)
- Uruguayos contemporáneos (prólogo de Juan Antonio Buero. Primera edición de 1918 y segunda edición de 1937)
- El gaucho: monografía sintética (1922)
- Apuntes para un diccionario de seudónimos y de publicaciones anónimas (prólogo de Ariosto D. González. Primera edición de 1926 y segunda edición de 1934)
- Bibliografía de Rodó: el escritor, las obras, la crítica (incluye un estudio sobre Rodó, de Ariosto D. González. 1930)
- Diccionario de seudónimos del Uruguay (prólogo de Ariosto D. González. Primera edición de 1942 y segunda edición de 1943)
- La prensa periódica del Uruguay de los años 1852 a 1905
- Efemérides uruguayas (1956)